# 최형빈 (2005년)
최형빈(Choi Hyeong-bin, 2005년 ~ )은 대한민국의 개발자이자 창업가이다. 중학생 시절 코로나19 관련 정보를 실시간으로 제공하는 애플리케이션인 코로나나우를 개발하여 주목받았으며, 이후 고등학교 재학 중 간편금융 플랫폼 토스에 입사하여 최연소 PO(Product Owner)로 활동했다. 토스에서는 10대 대상 서비스 기획 및 확산 전략을 주도했으며, 퇴사 후에는 대학에 복귀하여 글로벌 시장을 겨냥한 웰니스 기반 모바일 애플리케이션 개발에 참여하고 있다.

## 생애
최형빈은 2005년 대한민국에서 태어난 소프트웨어 개발자이자 창업가이다. 중학교 재학 중이던 2020년, 코로나19 관련 정보를 실시간으로 제공하는 애플리케이션 ‘코로나나우’를 개발하여 대중의 주목을 받았다. 해당 앱은 공공 데이터를 기반으로 확진자 현황, 마스크 재고, 지역별 통계를 통합 제공하였으며, 한때 누적 방문자 수가 3천만 명을 초과한 것으로 보도되었다. 이후 다양한 앱 프로토타입을 개발하며 기술적 경험을 쌓았고, 이 과정에서 스타트업과 B2C 기술 서비스에 대한 관심을 심화시켰다.
고등학교 2학년이던 2022년, 그는 간편 금융 플랫폼 기업인 토스(Toss)의 ‘넥스트 PO(Next Product Owner)’ 프로그램을 통해 정식 입사하였다. 토스에서는 10대 고객을 타깃으로 하는 ‘틴즈 사일로’ 팀에서 기획자로 활동하였으며, '네온그린카드'와 같은 청소년 전용 금융 상품을 비롯해, 기부 챌린지와 소셜 캠페인 기획에도 참여하였다. 토스 내에서는 10대 사용자의 행동 패턴에 최적화된 사용자 경험(UX)을 설계하고, 다양한 바이럴 마케팅 전략을 제안·실행한 경험이 있는 것으로 알려졌다. 당시 토스 최고경영자 이승건으로부터 학업과 창업 모두에 대한 조언을 받은 이후, 대학 진학을 결심하고 카이스트에 입학하였다.
대학 진학 이후, 그는 학업과 병행하여 파워냅(쪽잠) 알람 앱인 ‘꼬끼오’를 개발하고 창업자로 활동하고 있다. 해당 앱은 이어폰을 활용한 단시간 수면 알람 기능을 제공하는 유틸리티 기반 모바일 애플리케이션으로, 공스타그램(공부 인증 SNS) 사용자들 사이에서 자발적인 확산을 통해 사용자를 확보하였다. 그는 '꼬끼오'의 유료 구독 모델을 도입하고, 앱스토어 건강 분야 순위에서 상위권을 유지하면서 평균 일간 활성 사용자(DAU) 5,000명 이상을 기록하는 성과를 거두었다. 또한 구글 스타트업 지원 프로그램인 ‘창구 8기’에 선정되었고, 카이스트의 창업 경진 프로그램에서 최종 3등을 수상하였다. 이후 그는 ‘Nap-tech(냅테크)’라는 신조어를 사용하며, 단기 수면 기반의 새로운 웰니스 산업군 창출을 목표로 글로벌 시장 진출을 준비 중이다.
그는 제품 개발 외에도 콘텐츠 유통을 중시하는 전략을 취하여, 유튜브에서 10분 쪽잠 콘텐츠로 높은 조회수를 기록한 특정 채널을 인수하고, 이를 통해 앱 사용자 유입 경로를 확보하였다. 이와 같은 방식으로 그는 앱과 콘텐츠 채널을 통합 운영하며 독립적인 유통망과 사용자 기반을 동시에 형성하고 있으며, 이를 바탕으로 글로벌 웰니스 기술 기업으로의 성장을 모색하고 있다.
한편 그는 창업가로서 ‘유틸리티 서비스의 리텐션’과 ‘효율적인 마케팅 비용 집행’을 핵심 전략으로 삼고 있으며, 청소년 여성층(1020대 여성)을 초기 사용자로 확보한 후 중장년층으로의 확장을 도모하는 단계별 고객 전략을 수립하였다. 국내보다는 해외 시장에서 더 큰 수요와 기업 가치를 창출할 수 있다는 판단 아래, 현재는 해외 마케팅에 집중하고 있으며, 앱의 핵심 기능과 경험 설계를 통해 웰니스 분야의 새로운 핵심 기능(key feature)을 선도하겠다는 입장을 보이고 있다.